# Vidronísi
Vidronísi (Vidronisi) är en holme i Grekland.   Den ligger i prefekturen Nomós Florínis och regionen Västra Makedonien, i den norra delen av landet, 400 km nordväst om huvudstaden Aten. Vidronísi ligger 831 meter över havet.